# Cailloux-sur-Fontaines
Cailloux-sur-Fontaines ist eine französische Gemeinde mit 2.951 Einwohnern (Stand: 1. Januar 2022) in der Métropole de Lyon in der Region Auvergne-Rhône-Alpes. Sie gehört zum Arrondissement Lyon und zum Kanton Neuville-sur-Saône. Die Einwohner werden Cailloutains genannt.

## Geographie
Cailloux-sur-Fontaines liegt etwa elf Kilometer nordnordöstlich des Stadtzentrums von Lyon. Umgeben wird Cailloux-sur-Fontaines von den Nachbargemeinden Fleurieu-sur-Saône im Norden und Nordwesten, Montanay im Norden, Mionnay im Nordosten, Miribel im Osten, Rillieux-la-Pape im Südosten, Sathonay-Village im Süden sowie Fontaines-Saint-Martin im Westen und Südwesten.
Am östlichen Rand der Gemeinde führt die Autoroute A432 entlang. Östlich des Ortskerns verläuft die Bahnstrecke LGV Sud-Est durch das Gemeindegebiet.

## Geschichte
Bis zur Französischen Revolution hieß der Ort Notre-Dame-de-Fontaines. Zwischenzeitlich wurde ihm der Name Cailloux-la-Montagne zugewiesen. Seit 1795 wird der Ort mit dem heutigen Namen geführt.

### Bevölkerungsentwicklung
| Jahr                       | 1962 | 1968 | 1975 | 1982 | 1990 | 1999 | 2006 | 2012 |
| Einwohner                  | 764  | 751  | 863  | 1015 | 1750 | 2172 | 2288 | 2509 |
| Quellen: Cassini und INSEE |      |      |      |      |      |      |      |      |

## Sehenswürdigkeiten
- Kirche Notre-Dame-de-l’Assomption

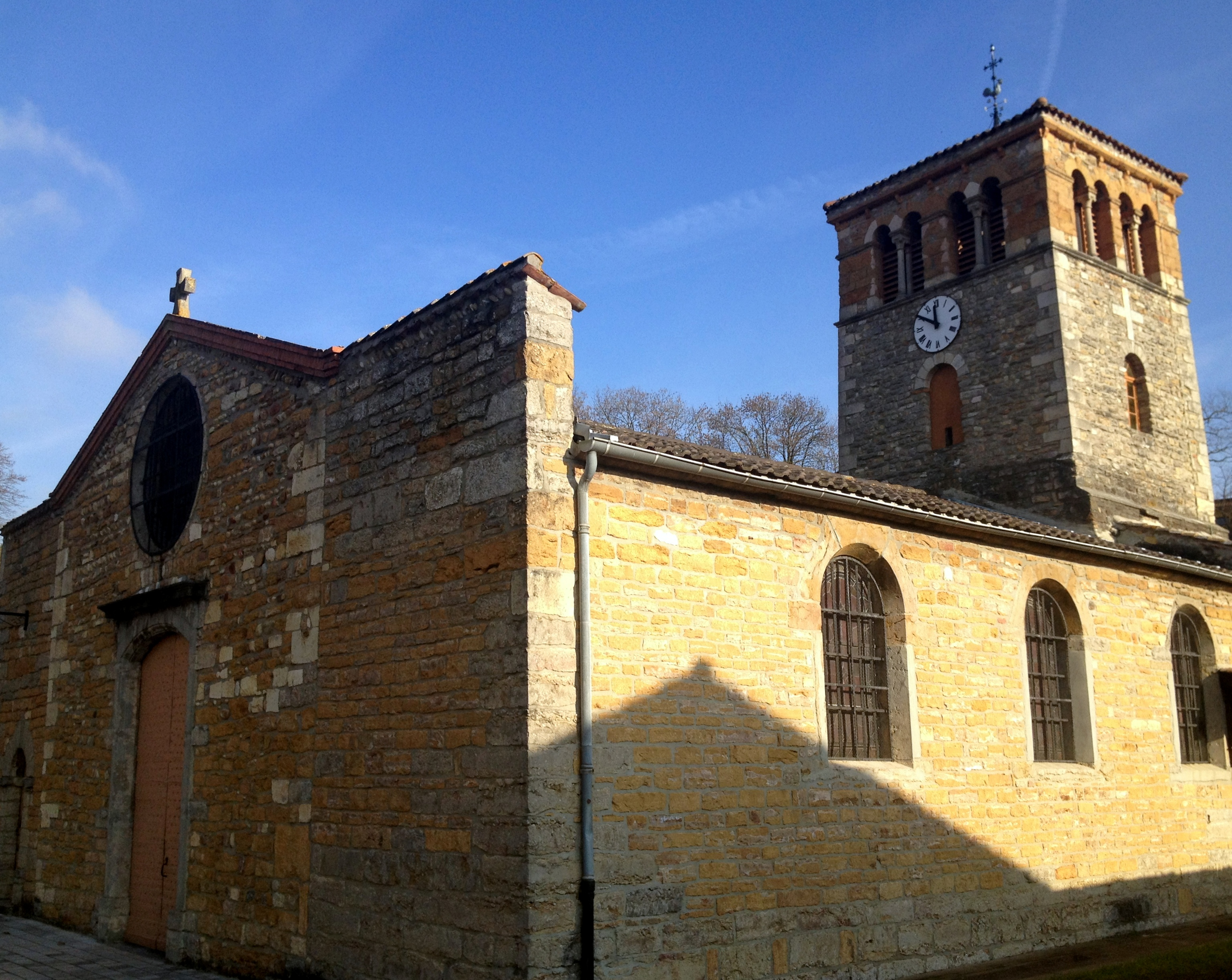
Kirche Notre-Dame-de-l’Assomption

- Schloss Noailleux, im 16. Jahrhundert erbaut, Umbauten bis in das 19. Jahrhundert

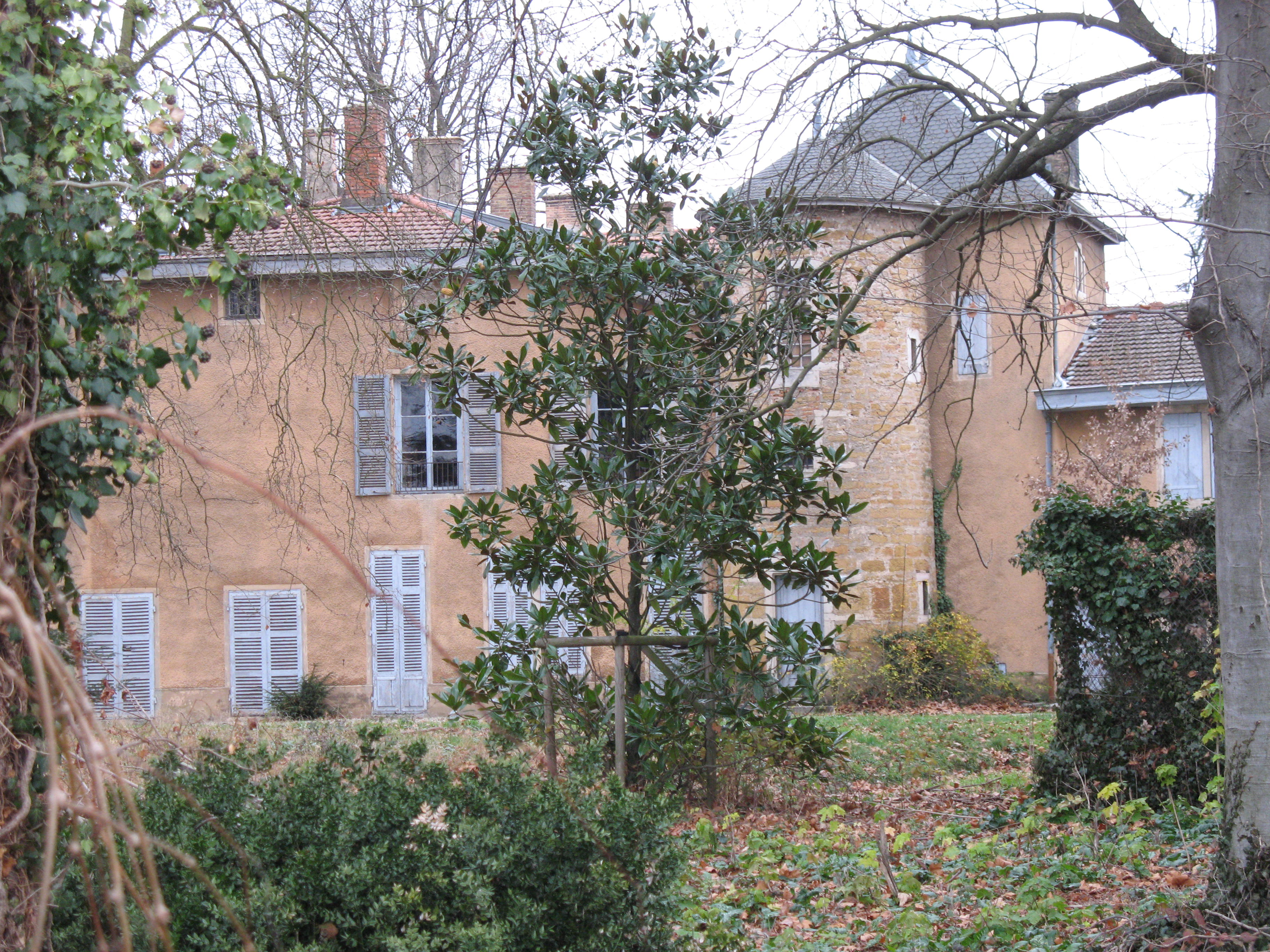
Schloss Noailleux